# Peter Patrick Petersen
Peter Patrick Petersen (Città del Capo, 27 ottobre 1981) è un ex calciatore sudafricano, di ruolo difensore.

## Caratteristiche tecniche
È un terzino destro.

## Carriera

### Club
Ha cominciato a giocare nell'Hellenic. Nel 2001 si è trasferito al Moroka Swallows. Nel 2006 è passato all'AK. Nel 2007 è stato acquistato dal Durban City, con cui ha concluso la propria carriera nel 2014.

### Nazionale
Ha debuttato in Nazionale il 13 luglio 2005, in Guatemala-Sudafrica (1-1). Ha partecipato, con la Nazionale, alla CONCACAF Gold Cup 2005. Ha collezionato in totale, con la maglia della Nazionale, due presenze.